# Cratere De Roy
De Roy  è il nome di un cratere lunare da impatto intitolato all'astronomo belga Felix De Roy situato nella faccia nascosta della Luna appena oltre il margine sudoccidentale. A seguito del fenomeno della librazione, questo cratere diventa occasionalmente visibile da Terra, ma assai di taglio, e ne risultano visibili pochi dettagli. De Roy giace ad ovest del cratere Arrhenius e ad est del più grande cratere Boltzmann.
Questo cratere ha un bordo corroso ed arrotondato, con un aspetto complessivo leggermente irregolare. Una coppia di piccoli crateri si trovano lungo il margine sudorientale e vi è una breve interruzione a nord. Il pianoro interno è livellato e presenta poche caratteristiche, a parte minuscoli impatti successivi.

## Crateri correlati
Alcuni crateri minori situati in prossimità di De Roy sono convenzionalmente identificati, sulle mappe lunari, attraverso una lettera associata al nome.
| De Roy | Coordinate             | Diametro (in km) |
| ------ | ---------------------- | ---------------- |
| N      | 59°35′24″S 102°53′24″W | 24,98            |
| P      | 58°12′S 102°33′W       | 35,65            |
| Q      | 57°55′12″S 103°31′12″W | 21,72            |

Il cratere De Roy X è stato ridenominato dall'Unione Astronomica Internazionale Chadwick nel 1985.